# Хеніфра
Хеніфра (бербер. ⵅⵏⵉⴼⵕⴰ; араб. خنيفرة) — місто у центральній частині Марокко, у регіоні Бені-Меллаль — Хеніфра. Лежить на річці Умм-ер-Рбія посеред Атлаських гір. За оцінкою 2019 року, у місті мешкають 228 567 осіб.

## Історія
Хеніфра була центральним містом для заянів (одного з берберських племен) протягом багатьох століть. Місто мало велике значення під час військового конфлікту берберів із французами, що дістав назву Заянської війни. Внаслідок військових дій французи взяли місто під свій контроль, проте втратили близько 600 людей.

## Географія
Хеніфра лежить на річці Умм-ер-Рбія  Національна магістраль 8 проходить крізь місто, забезпечуючи сполучення з містами Марракеш та Фес. Поруч із Хеніфрою розташована Джебель-Бууззаль, «залізна гора», що є джерелом залізної руди. Втім її корисність обмежена через те, що це залізо містить велику концентрацію сірки. Хеніфрський національний парк лежить поруч з містом та містить ліси Атласького кедру (Cedrus atlantica).